# Летвин, Теодор
Теодор Летвин (англ. Theodore Lettvin; 29 октября 1926, Чикаго — 24 августа 2003, Брэдфорд, штат Нью-Гемпшир) — американский пианист.
Сын Соломона Летвина и Фанни Нактин — еврейских эмигрантов из Украины. Начал выступать в пятилетнем возрасте, в 1937 г. дебютировал с Чикагским симфоническим оркестром, исполнив концерт Феликса Мендельсона. Учился в Кёртисовском институте у Рудольфа Серкина и Мечислава Хоршовского. После двухлетней службы в военном флоте во время Второй мировой войны вернулся к музыкальной карьере, в 1948 г. выиграл Наумбурговский конкурс молодых исполнителей, в 1952 г. получил VII премию Международного конкурса имени королевы Елизаветы.
В 1951—1952 гг. совершил гастрольную поездку по Франции со скрипачом Сидни Хартом. Вплоть до конца 1990-х гг. концертировал в США и Европе, первым в США исполнил Скерцо для фортепиано с оркестром Белы Бартока; наибольшим успехом пользовалось исполнение Летвином фортепианных концертов Брамса и Рапсодии на тему Паганини Рахманинова. Преподавал в Консерватории Новой Англии (1968—1977), Мичиганском университете (1977—1987), Университете Ратжерса (1987—1998).